# Gobiocichla ethelwynnae
Gobiocichla ethelwynnae är en fiskart som beskrevs av Roberts 1982. Gobiocichla ethelwynnae ingår i släktet Gobiocichla och familjen Cichlidae. IUCN kategoriserar arten globalt som starkt hotad. Inga underarter finns listade i Catalogue of Life.